# Cekok
Cekok is een bestuurslaag in het regentschap Ponorogo van de provincie Oost-Java, Indonesië. Cekok telt 3423 inwoners (volkstelling 2010).